# Holcolaetis strandi
Holcolaetis strandi är en spindelart som beskrevs av Lodovico di Caporiacco 1940. Holcolaetis strandi ingår i släktet Holcolaetis och familjen hoppspindlar. Inga underarter finns listade i Catalogue of Life.